# The meaning of peace
《the meaning of peace》는 일본의 여자 가수 코다 쿠미와 대한민국 여자 가수 보아가 일본에서 발매한 듀엣 싱글이다.

## 설명
- 미국 9·11 테러의 희생자들을 추모를 목적으로 일본의 소속사 avex trax에서 실시한 프로젝트 싱글이다 - 코다 쿠미, 보아 모두 avex trax의 소속이다.
- 프로젝트 이름은 songnation이다. 일부에서는 「song+nation」라고 기재된다. 이 싱글은 제2탄이다.
- 이 곡은 songnation의 콜렉션 앨범인 《various artists featuring songnation》, 코다 쿠미의 콜렉션 앨범 《OUT WORKS & COLLABORATION BEST》에도 수록되었다.
- 프로모션은 2001년 12월 28일 〈뮤직 스테이션 슈퍼 라이브 2001〉에서 행해졌다. 같은 songnation의 참여 가수인 하마사키 아유미&KEIKO, 아무로 나미에&VERBAL와 함께 출연하였다.
- 솔로 버전의 곡은 코마 쿠미는 《love across the ocean》, 《BEST~first things~》의 첫회반에 수록되었고, 보아는 《LISTEN TO MY HEART》에 보너스 트랙으로 수록되었다.

## 수록곡
전체 작사·작곡: Tetsuya Komuro
| #             | 제목                                    | 재생 시간 |
| ------------- | --------------------------------------- | --------- |
| 1.            | 〈The Meaning of Peace〉 (Original Mix) | 5:01      |
| 2.            | 〈The Meaning of Peace〉 (TV Mix)       | 5:05      |
| 총 재생 시간: | 총 재생 시간:                           | 10:06     |

## 차트 기록
* 오리콘 차트를 기준으로 하였다.
- 첫 등장: #12
- 첫 등장 순위: #12
- 등장 횟수: 6

### 판매량
- 첫 주 판매량: 23,230
- 총 판매량: 66,840